# Marco Parolo
Marco Parolo, né le 25 janvier 1985 à Gallarate en Italie. est un footballeur international italien qui évolue au poste de milieu de terrain.

## Carrière
Formé au Calcio Côme, il débute dans l'équipe première qui évolue en Série C1 en 2004.
Il rejoint par la suite l'AC Pistoiese puis le Foligno Calcio, toujours en 3e division.
En 2008, il signe au club du Chievo Vérone qui évolue en Série A, mais est immédiatement prêté pour le reste de la saison à l'Hellas Vérone qui lui joue au troisième niveau.
Il est ensuite prêté pour la saison de D2 2009-2010 à l'AC Cesena, avec qui il termine 2e du championnat, assurant la promotion du club en Série A. 
Dans la foulée, il s'engage avec Cesena et joue donc la saison de D1 2010-2011 acquise quelques mois plus tôt.
Courant juillet 2012, il est prêté avec option d'achat à Parme.
À l'été 2013, Parme lève son option d'achat estimée à 4,5 millions d'euros. Le jeu offensif de Roberto Donadoni lui convenant à merveille et les arrivées d'Antonio Cassano et de Walter Gargano à Parme lui feront retrouver son meilleur niveau, lui valant d'être à nouveau rappelé en sélection italienne, l'année de la Coupe du monde 2014.
Le 2 juillet 2014, il quitte Parme et s'engage en faveur de la Lazio Rome. Son transfert est estimé à 5 millions d'euros.

## Sélection nationale
En mars 2011, il est appelé en sélection nationale par Cesare Prandelli en vue du match contre la Slovénie dans le cadre des qualifications pour l'Euro 2012.
Il participe à la Coupe du monde 2014 au Brésil, mais la Squadra Azzura est éliminée dès le premier tour.

## Palmarès
SS Lazio
- Coupe d'Italie :
  - Vainqueur : 2019
  - Finaliste : 2017
- Supercoupe d'Italie :
  - Vainqueur : 2017 et 2019

 AC Cesena :
- Série B :
  - Vice-champion : 2010